# Jacopa dei Settesoli

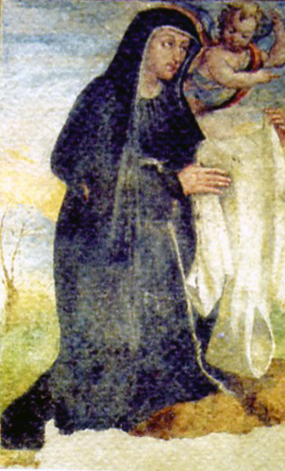
Jacopa dei Settesoli

Beata  Jacopa dei Settesoli  (Roma, c. 1190 — Assis, c. 1239), foi uma nobre romana mais conhecida pela sua breve mas marcante aparição na história de São Francisco de Assis, estando presente em sua morte. Seu nome é grafado de várias outras maneiras: Giacoma, Jacoba, Jacqueline. 

## Biografia
Pouco se sabe sobre sua vida e as principais informações foram transmitidas por cinco fontes hagiográficas primitivas, mas documentação civil prova sua existência. Nascida em torno de 1190 em uma família da nobreza, que algumas fontes alegam sem provas ter sido a Normanni, muito jovem foi dada em casamento a Graziano Frangipane, do ramo dos Settesoli, uma família poderosa que estava em conflito com o papado. Com ele teria os filhos Giovanni e Graziano.
Em torno de 1212 deve ter encontrado Francisco em uma de suas passagens por Roma. Em 1217 já havia perdido o marido, provavelmente há algum tempo. Como viúva foi capaz de criar uma vida ativa e independente para si, gerenciando com competência seu patrimônio conforme lhe convinha e, em um movimento sem precedentes, fez unilateralmente a paz com o papa, o que determinou uma mudança nos rumos políticos da sua família. Provavelmente isso se deve à influência de Francisco, do qual tornou-se uma grande apoiadora.
Dizem os relatos antigos que em 1226, ao pressentir seu passamento iminente, Francisco desejou vê-la e escreveu pedindo-lhe que trouxesse alguns manjares saborosos como aqueles que ele costumava apreciar na casa dela em Roma, mas não enviou a carta, pois teria sido inteirado sobrenaturalmente que a amiga já estava às portas de Assis com o que ele desejava. A crônica Atos do beato Francisco (c. 1330) transmite o texto da carta, mas sua autenticidade é controversa. Segundo a Compilação de Assis (c. 1246), Jacopa teria sido advertida por uma voz que ouvira durante suas orações, urgindo que se dirigisse a Assis sem demora para ver Francisco, pois se tardasse não o encontraria vivo, e que levasse consigo tecido para uma túnica, alimentos, cera para velas e incenso.

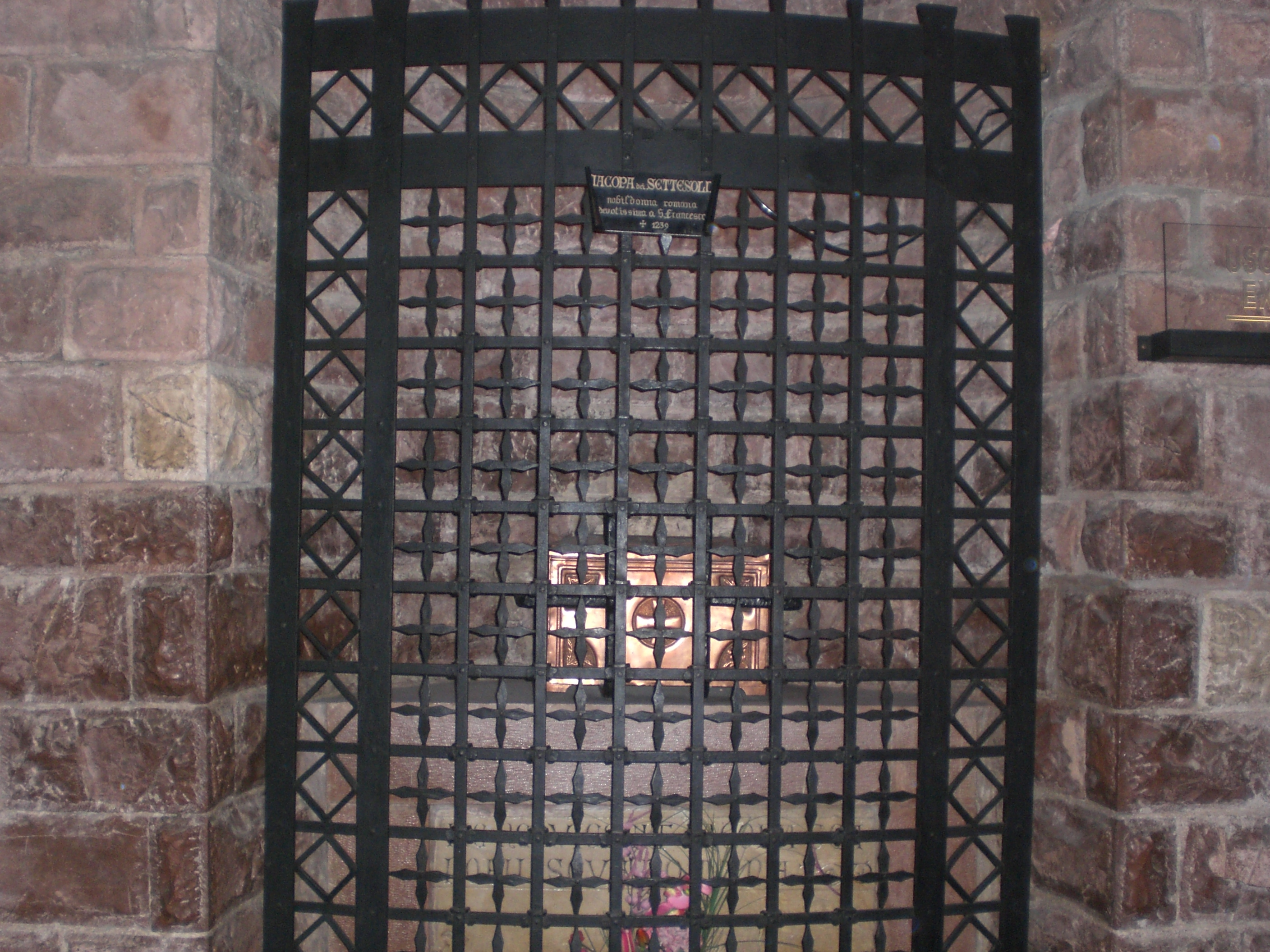
Tumba de Jacopa na Basílica de São Francisco em Assis.

Ao chegar Francisco já agonizava. Os frades se escandalizaram com a presença de uma mulher, mas para pacificá-los o santo chamou Jacopa de "irmão Jacopa", autorizando sua entrada em sua cela. Ainda de acordo com a Compilação de Assis, Francisco teria dispensado excepcionalmente os impedimentos dizendo que todos sabiam o quanto Jacopa lhe era fiel e devotada e o quanto ela era útil para a Ordem, e a visita seria tanto para ela como para ele uma grande consolação espiritual. Tomás de Celano, que só a cita na terceira versão da sua biografia de Francisco (1254-1257), narra que ela postou-se aos pés do santo e os cobria de beijos e lágrimas, e ninguém foi capaz de movê-la dali. Após a morte de Francisco seu corpo foi posto nos seus braços, enquanto ela o pranteava copiosamente. Depois cuidou de todos os detalhes do funeral.
Diz a tradição que ela e Pandolfo de Anguillara financiaram a reforma e ampliação do Hospital de São Biagio, situado em terreno de sua família, que foi a primeira sede romana dos franciscanos e deu origem à Igreja de São Francisco em Ripa. A rua que conduz à igreja foi batizada com seu nome. Em data indeterminada fez uma visita ao frei Egidio em Perúgia. Em seus últimos anos viveu retirada em Assis. Faleceu em torno de 1239, sendo enterrada na igreja inferior da Basílica de São Francisco em Assis. Em 1932 seus despojos foram transportados para uma nova tumba na igreja superior, acompanhada pelos despojos dos primeiros seguidores de Francisco, os freis Rufino, Leone, Masseo e Angelo. Em sua lápide está inscrito Hic requiescit Jacoba sancta nobilisque romana (Aqui jaz Jacoba santa e nobre romana). Foi declarada beata pela Igreja Católica, sendo comemorada em 8 de fevereiro.

## Legado

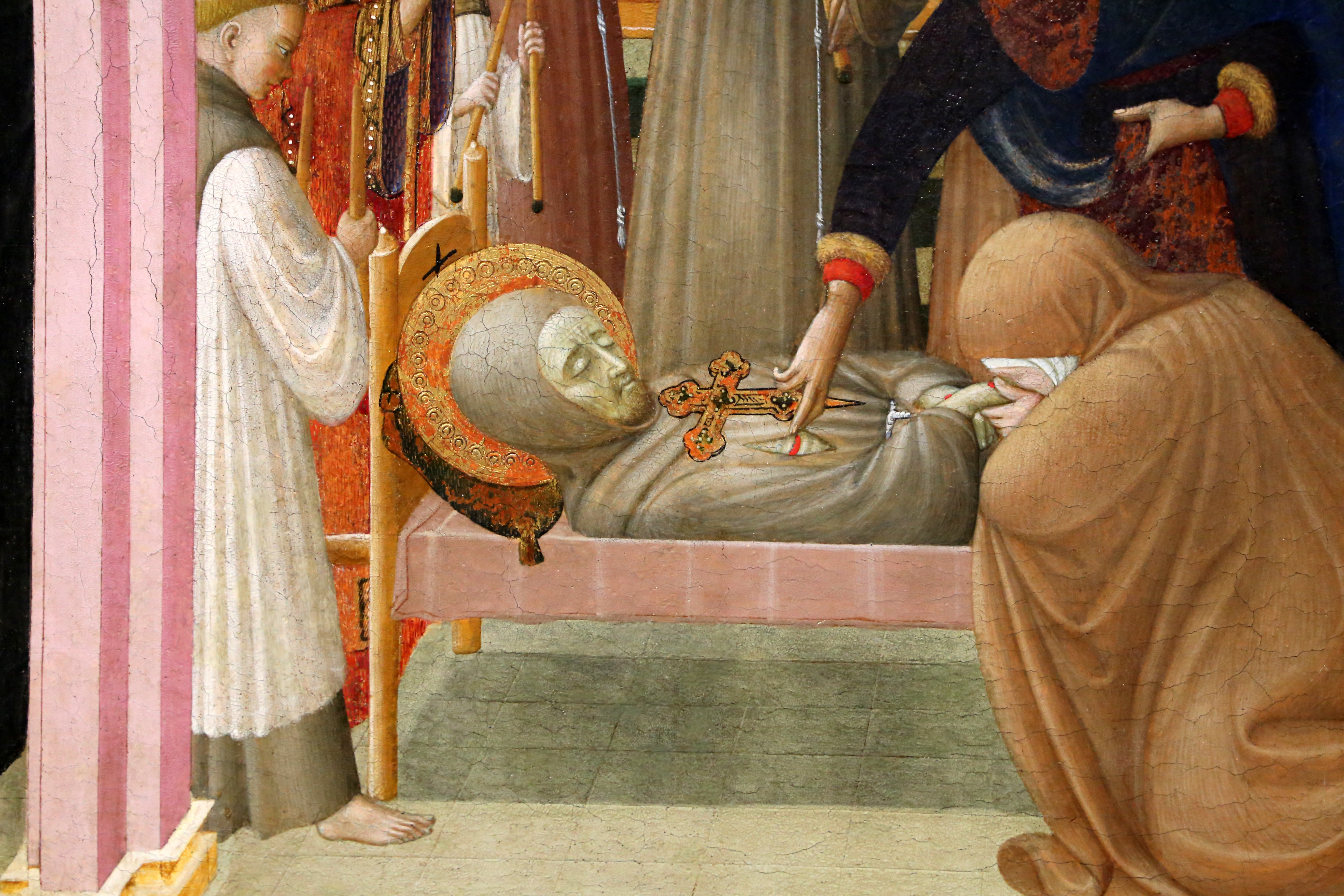
Jacopa ao lado de Francisco moribundo em pintura de Sassetta

Sua fama deriva principalmente de ter sido a única mulher que Francisco autorizou estar presente em sua morte. Sua relação com Francisco já foi comparada com a de Maria Madalena e Jesus, uma comparação que foi estabelecida desde a Compilação de Assis e repetida em outras fontes primitivas, apresentando-a ainda como uma reedição da história dos reis magos, que trouxeram de longe presentes para o Cristo. Todos esses relatos enfatizavam e santificavam a imagem de Francisco como um novo Jesus e Jacopa como uma enviada de Deus. No relato de Bernard de Bessa, a dignidade da dama é ainda mais magnificada colocando-a à frente de um grande e brilhante séquito de serviçais e nobres. Conforme diz Claire Renkin, "o imaginário e a linguagem familiar dos relatos evangélicos sobre o papel de Maria Madalena junto à tumba de Jesus coloca Jacopa implícita, mas claramente, no papel de outra Madalena em relação a Francisco como o 'outro Cristo'. A imagem de Madalena chorando copiosamente e lamentando a morte de Jesus era um tropos familiar no imaginário visual e textual do fim da Idade Média".
Segundo Caroline Murphy, Francisco deu-lhe o título de irmão em honra de sua integridade, fortaleza e capacidade de viver austeramente mesmo sendo muito rica. Para Bert Roest, Jacopa pode ser vista como uma das mulheres expoentes dos movimentos penitenciais laicos que evoluíram para as ordens terceiras ou penitenciais, que não rompiam completamente seus laços com o mundo profano mas se devotavam a várias formas de trabalho assistencialista e caritativo dentro de uma esfera de espiritualidade. Darleen Pryds interpreta a lenda do milagre da carta e o tom exaltado e reverente das narrativas da morte como uma tentativa dos hagiógrafos de proteger a reputação tanto do santo, que normalmente mantinha distância das mulheres, como da dama, encobrindo os detalhes considerados desagradáveis e embaraçosos da situação de uma mulher cuidar do corpo cheio de chagas de um monge em seus momentos finais. Enfatizar a nobreza e as virtudes impecáveis de Jacopa e dotar a narrativa de um conteúdo milagroso também desestimulava que a relação entre ambos se tornasse um modelo para outros frades tomarem familiaridades com mulheres.
Embora a crônica do século XIV Atos do beato Francisco e seus companheiros deixe claro que nesta época Jacopa ainda tinha um grande prestígio na comunidade franciscana, posteriormente sua posição se complicou. Os bolandistas levantaram uma campanha para a supressão da sua história, e no século XVIII, quando começou um movimento de compilação das fontes antigas, os eruditos franciscanos responsáveis pelas primeiras edições críticas acharam difícil conciliar a imagem de Jacopa ao pé do Francisco agonizante com as sensibilidades do seu tempo, e tentaram marginalizá-la e ocultá-la a fim de evitar o potencial de mal entendidos e escândalo que poderia produzir. O assistente geral da Ordem Joseph Rugilo rejeitou toda a história, apoiando-se na sua omissão nas primeiras versões da biografia de Celano, mas também em considerações morais. Ele escreveu que seria indigno e vergonhoso e um absurdo que um homem tão santo tivesse chegado ao ponto de permitir que uma mulher cuidasse dele sem motivo forte e ainda mais estando deitado em seu catre inteiramente nu. Essa opinião negativa se tornou dominante, e em função dela a figura de Jacopa desde o século XIX recebeu pouquíssima atenção, a despeito do esforço dos eruditos laicos em fazê-la conhecida. Donna Trembinski refere que o seu obscurecimento pode remontar a São Boaventura, que em sua biografia de Francisco não teria sabido como integrá-la na sua trajetória.